# 林熊徵
林熊徵（1888年11月5日—1946年11月27日），原名慶綸，字薇閣，號肇權，辛亥革命後，改以熊徵為名，新北市板橋區人，是活躍於日本統治時期的銀行家兼慈善家，板橋林家的成員。他曾一度是臺灣首富。

## 生平
熊徵為板橋林家長房林維讓長孫，其父林爾康（益記），同時過繼給伯公林國棟（飲記）、伯父林爾昌，一人兼祧三房。1895年臺灣割讓，板橋林家的族長林維源，帶領家族搬遷至福建省泉州府同安縣（今廈門）居住。在林維源與其父林爾康相繼過世後，其母又帶著全家，搬遷至福州府居住，依靠其舅陳寶琛。
1909年，林熊徵繼承家業，成為板橋林家的族長。創立林本源製糖株式會社。
明治四十四年（1910年），林熊徵返回台灣，設立祭祀公業林本源。同年7月27日，林熊徵所掌控的林本源製糖株式會社因涉及賄賂台灣總督府民政長官大島久滿次，導致大島久滿次被彈劾下台。
大正四年（1915年）1月，林熊徵與辜顯榮、陳中和等13人發起募集樺山資紀銅像募集建設基金。林熊徵在發起人排名中僅次於辜顯榮。
林熊徵是板橋林家長房中最重要的人物，受到台灣總督府的重視。為良好地統治台灣，日本政府將他視為重要的合作對象。林熊徵最早被任命為臺北廳參事。1918年（大正7年），林熊徵被任命為大稻埕區長。林熊徵則在1919年（大正8年）成立大稻埕同風會，以協助台灣總督府的施政，反應民意。同時資助成立國語練習所，幫助在台灣推行日語。1920年，台灣行政區域劃分改變成州市街庄制，林熊徵被任命為臺北州協議會議員。

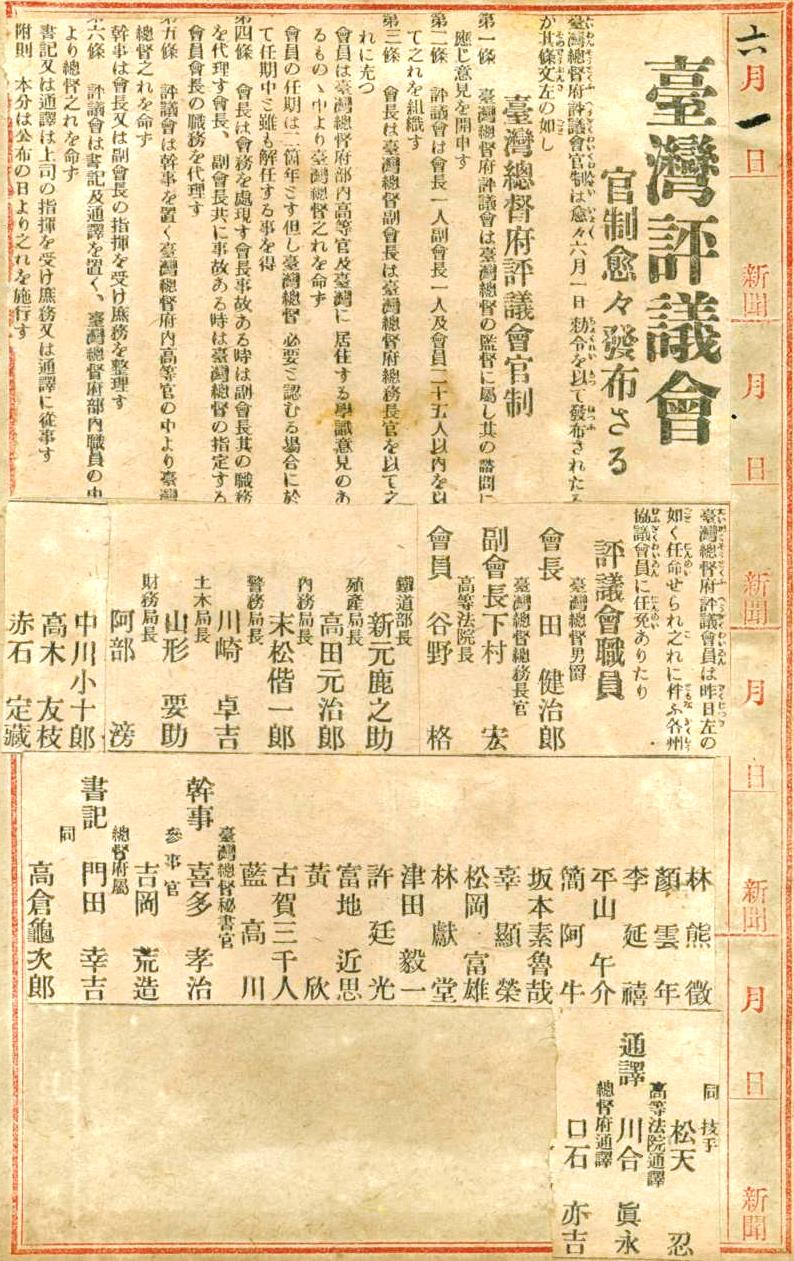
1921年總督府評議會成立，林熊徵名列評議員之一。（會員名冊第二排右一）

大正十年（1921年），臺灣總督府評議會成立，林熊徵被任命為臺灣總督府評議會員。
林熊徵曾向神社貢獻祭品，接待多位至台灣的日本政要與日本皇族成員，與日本政府關係良好。1923年，攝政宮裕仁皇太子（後來的昭和天皇）行啟訪臺時，林熊徵獲頒勳四等瑞寶章。林熊徵在台灣，也盡力協助日本政府。他曾向國聯提供證詞，為日本在台的鴉片專賣制度辯解。
林熊徵在中國方面的關係也相當良好，他曾捐款給同盟會捐了三千日圓，並支持孫文的革命活動，其中包括黃花崗之役。曾貸款給福建省政府，參與投資漢冶萍公司。中國政治人物至台灣時，也多由林熊徵接待，他扮演了日中台三方的親善與溝通管道。1987年，林家後人出版《林熊徵先生百年冥誕紀念集》，更不斷強調林熊徵是同盟會會員，在同盟會的旗幟下，同為革命而努力，但書中卻對其與辜顯榮、許廷光等人組織公益會支持日本治臺政策，反對台灣議會設置請願運動之事絕口不談:416。
因為得到日本政府的支持，林熊徵的產業在台灣發展良好。1919年，林熊徵創立華南銀行，並且參與投資新高銀行、臺灣製鹽、臺灣土地建物、臺灣製油、臺灣煉瓦、臺灣炭礦、臺灣電氣工業等知名商社。1923年至1924年間，台灣農民運動興起，蔗農群起反抗甘蔗收購價錢太低，引發林本源製糖騷擾事件（或稱二林事件）。為平息事件，林本源製糖株式會式提高了甘蔗收購價格，但也使成本上升。在第一次世界大戰後，全球市場萎縮的狀況下，林本源製糖株式會社的經營也出現問題，引發1925年的華南銀行減資，林熊徵資產受到很大影響，但最終仍在日本政府支持下渡過難關。
林熊徵在社會公益上，也做了不少事。他曾捐款成立林本源博愛醫院，提供多項獎學金，以及支持學者的研究工作。例如杜聰明在京都帝國大學醫學部研究室，經費就是由林熊徵提供。1923年，日本內地發生關東大地震，林熊徵曾捐款賑災，同時提供經費，讓在日本內地的台灣留學生可以返台。
1937年，林熊徵移居東京。1945年，第二次世界大戰結束，日本投降，中華民國政府接收台灣。林熊徵由日本回到台灣。當選台灣省商會聯合會理事長，又擔任華南銀行董事。1946年1月10日與高賀智惠子結婚。3月，涉入謀議台灣獨立案，遭國民政府拘捕審問，但最後釋放。同年11月，林熊徵過世。
林熊徵死後，其正室夫人盛關頤依其遺願並以其遺產設立薇閣育幼院，也就是薇閣小學的前身。並由側室林智惠設立林公熊徵學田基金會資勵後進。
林熊徵的秘書許丙，亦是臺灣知名企業家。

## 家族
祖父林維讓。
父林爾康。母陳芷芳，為清朝宣统皇帝溥儀的老師陳寶琛之妹。其弟林熊祥、林熊光。其妹林慕安、林慕兰。
正室夫人盛關頤，為盛宣懷五女兒，與林熊徵無子女，有一養女林昭宜。側室高賀千智子，日本人，漢名林智惠。與高賀育有一子林明成，現任華南金控副董事長。

## 軼事
林熊徵身材肥胖，是日治時期為數不多的胖子。有一次在乘坐自家人力車時，跟別人乘坐的人力車起糾紛，因林熊徵太重，車夫一時把持不住，人力車竟然像翹翹板一樣，車頭翹起來，他則連人帶車翻倒在地。有鑑於此，林熊徵便請人在人力車後多焊一個ㄇ型把手，並找來柔道好幾段的高手來扶，如此一前一後，兩位車夫一拉一扶，以免再發生翻車意外。這在當時台北街頭形成很特別的風景。

## 紀念
- 臺北市私立薇閣國民小學(1950)：臺北市北投區長安里育仁路106號
- 臺北市私立薇閣高級中學(1994)：臺北市北投區中心里珠海路50號